# Zwiezda (obwód wołogodzki)
Zwiezda (ros. Звезда) – wieś w Rosji, w rejonie kiczmiengsko-gorodieckim obwodu wołogodzkiego. W 2010 r. liczyła 4 mieszkańców.